# Фридман, Арман
Арман Фридман (фр. Armand Frydman; род. 8 ноября 1952, Булонь-Бийанкур) — французский пианист, композитор и певец.

## Биография
Родился 23 сентября 1949 года. С детства он учился играть на фортепиано у Колетт Зера и Ивонны Лорио. Сочинение он начал с Пьером Жансеном, поэтому был ассистентом при записи саундтреков к многим фильмам. Вскоре после этого он изучал дирижирование в Нормальной музыкальной школе под руководством Доминика Руа.
Когда ему было 15 лет, он начал аккомпанировать многим рок-группам и начал учиться игре на фортепиано. Он создал студию звукозаписи Solaris в Париже. Он записал и продюсировал множество джазовых групп, таких как Talila, Jacques Thollot, Marina Vlady, Faton и т. д.
В 1998 году Фридман записал диск классической музыки «Атлас» совместно с чешским скрипачом Йозефом Суком, французским флейтистом Кристианом Ларде и оркестром Большого театра.
Сегодня он сочиняет классическую музыку для иллюстрирования шоу и рекламных кампаний.

## Музыкальные альбомы
В настоящее время Арман Фридман выпустил более 30 альбомов.
Список альбомов:
- 1. 1978 — Aurore
- 2. 1981 — Fusion
- 3. 1985 — Solaris Vol. 2 Hello
- 4. 1986 — Minimal
- 5. 1986 — Telecom
- 6. 1986 — Cellophony
- 7. 1987 — Minimal Plus
- 8. 1987 — Eureka
- 9. 1987 — Saxo Folies
- 10. 1987 — Stratocasting
- 11. 1989 — Interakt
- 12. 1989 — Elements
- 13. 1990 — Zapping
- 14. 1991 — Sciences
- 15. 1993 — World Percussions
- 16. 1994 — The Rocket Kit
- 17. 1998 — Smile
- 18. 1998 — Atlas
- 19. 1999 — Happy Groovin
- 20. 2003 — Crazy Collage
- 21. 2005 — Eternal Sunshine
- 22. 2010 — Frydman News
- 23. 2011 — Simple Guitar Moments
- 24. 2013 — L’Inventation De L’Occident
- 25. 2017 — Trendy Humor and Irony
- 26. 2020 — Trendy Humor and Irony, Vol. 2
- 27. 2024 — Maditations